# Yiánnis Konstantélias
Yiánnis Konstantélias (en grec moderne : Γιάννης Κωνσταντέλιας), né le 5 mars 2003 à Volos en Grèce, est un footballeur international grec qui joue au poste de milieu offensif au PAOK Salonique.

## Biographie

### En club
Né à Volos, en Grèce, Yiánnis Konstantélias est formé par le PAOK Salonique. Il joue son premier match en professionnel le 17 janvier 2021, lors d'une rencontre de Superleague Elláda, l'élite du football grec, face à l'OFI Crète. Il entre en jeu à la place d'Amr Warda et son équipe l'emporte par trois buts à zéro,.
Le 20 janvier 2022 Konstantélias est prêté en Belgique au KAS Eupen jusqu'à la fin de la saison. Le même jour il prolonge avec le PAOK jusqu'en juin 2026.
Konstantélias est de retour au PAOK à l'été 2022. Il inscrit son premier but en professionnel le 22 janvier 2023 contre le Panathinaïkós, en championnat. Il est titularisé ce jour-là et participe à la victoire de son équipe par trois buts à zéro.

### En sélection
Yiánnis Konstantélias représente la Grèce en sélection. Il commence avec les moins de 16 ans, faisant trois apparitions en 2019 et marquant un but.
Yiánnis Konstantélias joue son premier match avec l'équipe de Grèce espoirs, face à la Pologne, le 23 septembre 2022. Il est titularisé lors de cette rencontre remportée par les siens sur le score de un but à zéro.
En mars 2023, Yiánnis Konstantélias est convoqué pour la première fois avec l'équipe nationale de Grèce par le sélectionneur Gustavo Poyet. Il honore sa première sélection lors de ce rassemblement, le 24 mars 2023, contre Gibraltar. Il entre en jeu et son équipe s'impose par trois buts à zéro,.
Konstantélias inscrit son premier but avec la sélection grecque le 17 novembre 2023, à l'occasion d'un match amical contre la Nouvelle-Zélande. Titularisé pour la première fois avec la Grèce, il participe à la victoire de son équipe en ouvrant le score après dix minutes de jeu (2-0 score final),.